# Quarta Convenzione di Ginevra
La convenzione di Ginevra per la protezione delle persone civili in tempo di guerra fu firmata a Ginevra il 12 agosto 1949. 

## Storia
Insieme ad altri tre trattati, che costituiscono le convenzioni di Ginevra, è l'esito di una Conferenza Diplomatica svoltasi nella città svizzera dal 21 aprile al 12 agosto 1949. Fra il 1949 e il 1950 la convenzione fu firmata da 59 Stati, ma attualmente è stata ratificata e vi hanno aderito 196 Stati.

## Persone protette
Ha come oggetto le persone che non partecipano direttamente alle ostilità.
Secondo l'articolo 4 della Convenzione, sono protette:
"Le persone che si trovano, in un momento qualsiasi e in qualunque maniera, in caso di conflitto o di occupazione, al potere di una Parte contraente o di una Potenza occupante di cui non sono sudditi."
I civili sono persone non appartenenti alle forze armate, né coinvolte direttamente nelle ostilità. Tra i civili protetti dalla Convenzione vi sono:
- Popolazione civile di un paese occupato
- Stranieri (compresi rifugiati e apolidi) che si trovano in territorio nemico o occupato
- Minori, donne incinte, anziani
- Malati e feriti
- Persone internate per motivi di sicurezza o per ragioni umanitarie
- Persone evacuate o sfollate

La protezione può essere sospesa o limitata se una persona:
- Partecipa direttamente alle ostilità
- Minaccia la sicurezza dello Stato detentore
- Compie atti di spionaggio o sabotaggio

Tuttavia anche in questi casi, compresi i membri di forze armate che abbiano deposto le armi e le persone messe fuori combattimento, garantendo agli stessi dei diritti, al di fuori del combattimento sono comunque garantiti diritti fondamentali, come:
- Un processo equo
- Trattamento umano
- Divieto di torture o punizioni collettive
- Diritto di non essere utilizzato come scudo umano[2].

L'art. 12 introdusse un distintivo standard per identificare la protezione civile.

## Conflitti interni
L'articolo 3 della Quarta Convenzione (ma comune, mutatis mutandis, a tutte le Quattro convenzioni del 1949) stabilisce che, anche quando non si tratta di un conflitto di carattere internazionale, le parti devono almeno rispettare le protezioni minime, descritte come segue: i non combattenti, i membri delle forze armate che hanno deposto le armi e i combattenti che sono hors de combat (fuori combattimento) a causa di ferite, detenzione o qualsiasi altra causa, devono in ogni circostanza essere trattati con umanità. In più, sono vietati i seguenti atti nei loro confronti:
(a) violenze contro la vita e l’integrità della persona, in particolare l’omicidio di qualsiasi tipo, le mutilazioni, i trattamenti crudeli e la tortura;
(b) la presa di ostaggi;
(c) attentati alla dignità personale, in particolare trattamenti umilianti e degradanti;
(d) l’emissione di sentenze e l’esecuzione delle pene, quando ciò avvenga senza un previo giudizio pronunciato da un tribunale regolarmente costituito, che offra tutte le garanzie giudiziarie riconosciute come indispensabili dai popoli civili.

## Incorporazione nel diritto consuetudinario
Alcune sue norme pattizie, per la generalità dell'adesione, sono state dichiarate oramai parte del diritto internazionale consuetudinario, la cui violazione costituisce un grave illecito internazionale: è il caso del divieto di punizioni collettive, di cui all'articolo 33 primo paragrafo. 
Secondo Paula Gaviria Betancur (Special Rapporteur on the human rights of internally displaced persons delle Nazioni Unite), il comportamento oggetto di tale divieto può dare luogo altresì ad uno dei crimini di guerra vietati dallo Statuto di Roma, cioè il trasferimento forzato di intere popolazioni dal territorio in cui abitano.
Quanto all'applicabilità della garanzia per il trattamento dei combattenti nei conflitti interni, la dottrina è ancora scettica sulla sua assunzione di carattere consuetudinario, se non per le previsioni del secondo Protocollo addizionale del 1977, quanto meno per la norma dell'articolo 3 comune a tutte le quattro Convenzioni: se non vi è quindi il consenso della controparte del conflitto interno, sarebbe difficile pretenderla come obbligo giuridico di diritto internazionale dallo Stato non contraente.